# Plaça de la Vila (Santa Maria del Camí)
La Plaça de la Vila és l'espai públic de Santa Maria del Camí, en el punt de confluència entre els camins de Sant Jordi, de Muro, de Sóller, de Passatemps i de Coanegra. a l'entorn del qual es va constituir en el segle xvii el nucli urbà de la Vila, amb la Casa de la Vila i, no gaire lluny, l'església parroquial.
La Plaça de la Vila va tenir un paper central, a partir del s. XVII, en l'organització del nou espai urbà de Santa Maria del Camí. El 1637 ja s'esmenta la venda d'un trast junt a la plassa. Sovint se l'anomena plassa comuna. El 1671 el consell de la vila va acordar adquirir un solar per construir la Casa de la Vila i eixamplar la plaça. Es va sol·licitar a Jaume d'Olesa que fes acta de venda als jurats de tota la plaça i l'escairó de terra adjunt amb el càrrec que la vila li faria una gallina de renda. La part cedida el 1671 és el triangle situat davant les cases de Cas Metge Rei.